# Kamersymfonie nr. 1 (Weinberg)
Mieczysław Weinberg voltooide zijn Kamersymfonie nr. 1 opus 145 in augustus 1986.
Tijdens het schrijven was Weinberg er nog niet zeker van, wat de titel van dit werk zou worden, hij koos uiteindelijk voor kamersymfonie. Hij schreef het werk voor strijkorkest. Hij liet ook weinig los over het werk. Zo ging het verhaal rond, dat hij de term kamersymfonie gebruikte, omdat hij bij zijn symfonienummering al bij nummer 19 was. Pas veel later, als de muziek uit de (voormalige Sovjet-Unie wat meer bekendheid krijgt in het westen, blijken de kamersymfonieën van deze Rus bewerkingen te zijn van (veel) eerder opgeleverde strijkkwartetten. Zo is deze Kamersymfonie nr. 1 gebaseerd op de muziek van Weinbergs Strijkkwartet nr. 2 uit 1940. Dat is dan ook waarschijnlijk de reden dat de schaduw van Dmitri Sjostakovitsj boven dit werk hangt. Weinberg was groot bewonderaar van diens werk, doch zou op later leeftijd (muzikaal) losser van hem komen te staan.   
De symfonie kent een vierdelige opzet:
- Allegro
- Andante
- Allegretto
- Presto.